# Banca nazionale del Kazakistan
La banca nazionale del Kazakistan (in kazako Қазақстан Ұлттық банкі?, Qazaqstan Ulttıq Banki) è la banca centrale dello stato asiatico del Kazakistan.
La moneta ufficiale è il tenge kazako.

## Governatori
- 1 Ghalym Bainasarov: 1992-1993[1][2]
- 2 Daulet Sembaev: 1993-1996[1]
- 3 Oras Dzhandosov: 1996-1998[1]
- 4 Kadyrzhan Damitov: 1998-1999[1]
- 5 Grigori Marchenko: 1999-2004[1]
- 6 Anvar Saidenov: 2004-2009[1]
- 7 Grigori Marchenko: 2009-2013[1]
- 8 Kairat Kelimbetov: 2013-2015[1]
- 9 Daniyar Akishev: 2015-2019[1]
- 10 Erbolat Dosaev: dal 2019[1]